# قرار الجمعية العامة للأمم المتحدة ES-11/L.1
قرار الجمعية العامة للأمم المتحدة ES-11 / L.1 هو قرار صادر عن الدورة الاستثنائية الطارئة الحادية عشرة للجمعية العامة للأمم المتحدة. استنكر الغزو الروسي لأوكرانيا وطالب بالانسحاب الكامل للقوات الروسية والتراجع عن قرارها الاعتراف بجمهوريتي دونيتسك ولوهانسك المعلنتين من جانب واحد. وأيد القرار 106 دول وتم تمريره بأغلبية 141 دولة مقابل 5 ضده وامتناع 35 عن التصويت.

## خلفية
الدورة الاستثنائية الطارئة هي اجتماع غير مقرر عقده للجمعية العامة للأمم المتحدة لتقديم توصيات عاجلة بشأن حالة معينة ذات صلة بصون السلم والأمن الدوليين في أي حالة يفشل فيها مجلس الأمن في التصرف بسبب حق النقض لعضو دائم.

تم تقديم الآلية في عام 1950 مع قرار الاتحاد من أجل السلام، والذي نص على ما يلي:
... إذا فشل مجلس الأمن، بسبب عدم إجماع الأعضاء الدائمين، في ممارسة مسؤوليته الأساسية عن صون السلم والأمن الدوليين في أي حالة يبدو فيها أن هناك تهديدًا للسلام أو انتهاكًا للسلام، أو عمل عدواني، يجب على الجمعية العامة النظر في الأمر على الفور بهدف تقديم التوصيات المناسبة للأعضاء لاتخاذ تدابير جماعية، بما في ذلك في حالة خرق السلام أو عمل عدواني، واستخدام القوة المسلحة عند الضرورة، صون أو استعادة السلم والأمن الدوليين. إذا لم تكن منعقدة في ذلك الوقت، يجوز للجمعية العامة أن تجتمع في دورة استثنائية طارئة في غضون أربع وعشرين ساعة من تقديم الطلب...
كانت قدرة الجمعية العامة على التوصية بتدابير جماعية موضوع نزاع حاد في الخمسينيات والستينيات. في عام 1962، نصت فتوى محكمة العدل الدولية على أنه في حين أن «إجراءات الإنفاذ» هي المجال الحصري لمجلس الأمن، فإن للجمعية العامة سلطة اتخاذ مجموعة واسعة من القرارات، بما في ذلك إنشاء قوة لحفظ السلام.
في 24 فبراير 2022، شنت روسيا غزوًا واسع النطاق ضد أوكرانيا. تم رفض مشروع قرار يستنكر الغزو ويدعو إلى انسحاب القوات الروسية في مجلس الأمن في اليوم التالي، مما دفع مجلس الأمن إلى عقد جلسة استثنائية طارئة حول موضوع أوكرانيا بالقرار 2623.

## التصويت
| التصويت | العدد | الدول | ٪ من الأصوات | ٪ من الأعضاء |
| ------- | ----- | --- | ------------ | ------------ |
| مع      | 141   | أفغانستان، ألبانيا، أندورا، أنتيغوا وبربودا، الأرجنتين، أستراليا، النمسا، جزر البهاما، البحرين، بربادوس، بلجيكا، بليز، بنين، بوتان، البوسنة والهرسك، بوتسوانا، البرازيل، بروناي، بلغاريا، الرأس الأخضر، كمبوديا، كندا، تشاد، شيلي، كولومبيا، جزر القمر، كوستا رايس، كوت ديفوار، كرواتيا، قبرص، جمهورية التشيك، جمهورية الكونغو الديمقراطية، الدنمارك، جيبوتي، دومينيكا، جمهورية الدومينيكان، الإكوادور، مصر، إستونيا، فيجي، فنلندا، فرنسا، الغابون، غامبيا، جورجيا، ألمانيا، غانا، اليونان، غرينادا، غواتيمالا، غيانا، هايتي، هندوراس، المجر، أيسلندا، إندونيسيا، أيرلندا، إسرائيل، إيطاليا، جامايكا، اليابان، الأردن، كينيا، كيريباتي، الكويت، لاتفيا، ليسوتو، ليبيريا، ليبيا، ليختنشتاين، ليتوانيا، لوكسمبورغ، ملاوي، ماليزيا، جزر المالديف، مالطا، جزر مارشال، موريتانيا، موريشيوس، المكسيك، ميكرونيزيا، موناكو، مونتنيغرو، ميانمار، ناورو، نيبال، هولندا، نيوزيلندا، النيجر، نيجيريا، مقدونيا الشمالية، النرويج، عمان، بالاو، بنما، بابوا غينيا الجديدة، باراغواي، بيرو، الفلبين، بولندا، البرتغال، قطر، جمهورية كوريا، جمهورية مولدوفا، رومانيا، رواندا، سانت كيتس ونيفيس، سانت لوسيا، سانت فنسنت وجرينادينز، ساموا، سان مارينو، ساو تومي وبرينسيبي، المملكة العربية السعودية، صربيا، سيشيل، سيراليون، سنغافورة، سلوفاكيا، سلوفينيا، جزر سليمان، الصومال، إسبانيا، سورينام، السويد، سويسرا، تايلاند، تيمور الشرقية، تونغا، ترينيداد وتوباغو، تونس، تركيا، توفالو، أوكرانيا، الإمارات العربية المتحدة، المملكة المتحدة، الولايات المتحدة، أوروغواي، فانواتو، اليمن، زامبيا | 77.90٪       | 73.06٪       |
| ضد      | 5     | بيلاروس، جمهورية كوريا الشعبية الديمقراطية، إريتريا، الاتحاد الروسي، سوريا | 2.76٪        | 2.59٪        |
| امتناع  | 35    | الجزائر، أنغولا، أرمينيا، بنغلاديش، بوليفيا، بوروندي، جمهورية أفريقيا الوسطى، الصين، الكونغو، كوبا، السلفادور، الهند، إيران، العراق، كازاخستان، قيرغيزستان، لاوس، مدغشقر، مالي، منغوليا، موزامبيق، ناميبيا، نيكاراغوا، باكستان، السنغال، جنوب إفريقيا، جنوب السودان، سريلانكا، السودان، طاجيكستان، تنزانيا، أوغندا، فيتنام، زيمبابوي | 19.34٪       | 18.13٪       |
| غائب    | 12    | أذربيجان، بوركينا فاسو، غينيا الاستوائية، غينيا، غينيا بيساو، لبنان، المغرب، توغو، تركمانستان، أوزبكستان، فنزويلا | -            | 6.18٪        |
| المجموع | 193   | - | -            | 100٪         |

## روابط خارجية
- قرار الجمعية العامة للأمم المتحدة ES-11 / L.1 على wikisource.org